# Johann Friedrich Rochlitz
Johann Friedrich Rochlitz (Lipsia, 12 febbraio 1769 – 16 dicembre 1842) è stato uno scrittore e critico musicale tedesco.

## Biografia
Rochlitz studiò teologia e filosofia a Lipsia e dal 1799 pubblicò sull'Allgemeine musikalische Zeitung. Ebbe scambi epistolari con Goethe. Morì nel 1842 con il titolo di Alto Consigliere di Weimar.

Nel dicembre del 1804, nella sua qualità di influente critico musicale, rimase notevolmente impressionato da un concerto dell'allora giovane promettente Ludwig Spohr, tanto da cadere - secondo alcune colorite testimonianze - "in ginocchio ai suoi piedi". Da una sua recensione entusiastica nacque la fama e la fortuna di Spohr.

## Lavori
Fra le sue opere, scritte in un tedesco elegante ed elaborato al tempo stesso, si ricordano:
- Charaktere interessanter Menschen (Personalità interessanti), Züllichau 1799-1803, 4 volumi.
- Kleine Romane und Erzählungen (Romanzi brevi e racconti), Francoforte 1807, 3 volumi.
- Neue Erzählungen (Nuovi racconti), Lipsia 1816, 2 volumi.
- Für ruhige Stunden (Per trascorrere ore tranquille), Lipsia 1828, 5 volumi.

Rochlitz pubblicò anche una raccolta dei suoi articoli musicali sotto il titolo di:
- Für Freunde der Tonkunst (Per gli amici della musica), Lipsia 1825, 3 volumi; 3ª ed. 1868, 4 volumi),

Una selezione, da lui stesso operata, dei suoi scritti si ha in:
- Auswahl des Besten aus Rochlitz' sämtlichen Werken (Scelta dei migliori lavori di R.), Züllichau 1821-1822, 6 volumi.

Il suo epistolario con Goethe:
- Goethes Briefwechsel mit Fiedrich Rochlitz, pubblicato da W. von Biedermann, Lipsia 1887.